# Reginald Pole
Reginald Pole (ur. 3 marca 1500 w Stourton Castle, Staffordshire, zm. 17 listopada 1558 w Londynie) – angielski kardynał, ostatni rzymskokatolicki arcybiskup Canterbury (1556–1558). W latach 1545–1547 był jednym z trzech legatów na soborze trydenckim w pierwszej jego fazie.

## Życiorys
Był synem Sir Richarda Pole i Małgorzaty Pole (późniejszej błogosławionej). Pochodził z królewskiej rodziny – jego ojciec był kuzynem Henryka VII, natomiast matka bratanicą Edwarda IV i Ryszarda III. Studiował w Magdalen College na Uniwersytecie Oxfordzkim, gdzie uzyskał stopień bakalarza w 1515. Następnie studiował w Padwie i w Wenecji. Po ukończeniu studiów w 1526 został przeznaczony do stanu duchownego, na co chętnie się zgodził. Pomimo że nie otrzymał święceń, powierzono mu pewne godności kościelne i wysłano do Rzymu w 1526. Tam poznał sławnych ludzi swojej epoki, m.in. przyszłych kardynałów Pietro Bembo, Gasparo Contariniego czy teologa Pietro Martire Vermigliego. Rok później powrócił do Anglii, gdzie został wybrany dziekanem Katedry w Exeter i kontynuował studia w Sheen. By uniknąć sporu przy rozwodzie króla Henryka VIII z Katarzyną Aragońską, poprosił o zgodę na wyjazd na studia do Paryża. Po krótkim pobycie powrócił do Anglii, gdzie król zaproponował mu objęcie arcybiskupstwa York lub Winchester po śmierci kardynała Wolseya (1530). Pole odmówił, czując, że miała to być łapówka za poparcie sprawy jego rozwodu. W 1532 Pole ponownie wyjechał z Anglii, najpierw do Awinionu, a następnie do Padwy, gdzie poznał kardynałów Gasparo Contariniego, Gianpietro Carafę i Jacopo Sadoleto.
W 1536 król Henryk VIII definitywnie zerwał relacje z Kościołem rzymskokatolickim i wymógł na Pole'u napisanie opinii w kwestii jego małżeństwa z Katarzyną Aragońską i zwierzchnictwa papieża. Pole niechętnie się zgodził i napisał traktat pt. Pro ecclesiasticæ Unitatis defensione. Gdy król zapoznał się z jego treścią, wezwał Pole'a do Anglii, by wytłumaczył swoje stanowisko, jednak ten postanowił nie wracać do ojczyzny. Wkrótce potem został wezwany do Rzymu, gdzie papież Paweł III zaproponował mu uczestnictwo w przygotowaniu gruntownej reformy Kościoła. Przybył do Rzymu w połowie listopada 1536 i krótko potem przyjął święcenia diakonatu.
Został także protonotariuszem apostolskim, a wkrótce potem, 22 grudnia 1536 papież kreował go kardynałem diakonem i nadał mu kościół tytularny Santi Nereo ed Achilleo. Był jednym z sygnatariuszy ważnego dokumentu Consilium de emendanda ecclesia, który częściowo przyczynił się do zwołania soboru trydenckiego. Wraz z ośmioma innymi kardynałami został w 1538 roku wyznaczony do przygotowania soboru. W międzyczasie został mianowany legatem papieskim w Anglii, mającym odpowiedzieć na akt supremacji z 1534 (Pielgrzymka Łaski), lecz jego misja nie powiodła się ze względu na antagonizmy pomiędzy cesarzem Karolem V i królem Franciszkiem I. Podczas pobytu w Rzymie jego rodzeństwo w Anglii zostało zamordowane na rozkaz Henryka VIII, a matka uwięziona. Kardynał Pole, za aprobatą papieża, chciał zwołać europejską Ligę Świętą przeciwko Anglii – spotkał się z cesarzem w Toledo, lecz nie został wpuszczony do Francji, co doprowadziło do upadku tego pomysłu. W sierpniu 1540 wraz z jedenastoma innymi kardynałami został powołany do komisji, mającej zreformować Kurię Rzymską. 21 maja 1541 jego matka zginęła śmiercią męczeńską. W tym samym roku kardynała Pole mianowano gubernatorem Patrymonium św. Piotra, a w 1546, wraz z kardynałami Giovannim Morone i Pierpaolo Parisio został legatem na sobór trydencki. W czasie obrad napisał dwa dzieła: De Concilio i Admonitio Legatorum ad Patres Concilii. Z powodów zdrowotnych opuścił obrady soborowe pod koniec czerwca 1546. Podczas konklawe po śmierci Pawła III Pole był poważnym kandydatem – do elekcji zabrakło mu jednego głosu. Usiłowano przyjąć jego kandydaturę przez aklamację, jednak na to nie zgodził się sam Pole. Aby uniemożliwić wybór Anglika, kardynał Gian Pietro Carafa oskarżył go o herezję. Po zakończeniu konklawe Pole spędził rok u benedyktynów w Maguzzano. Wkrótce potem został legatem wyznaczonym do doprowadzenia do pokoju pomiędzy Karolem V i Henrykiem II. W 1553 został także legatem przed królową Marią I, lecz dotarł do Anglii dopiero 20 listopada 1554. Udzielił wówczas rozgrzeszenia Parlamentu angielskiego i ponownego przyłączenia do Kościoła Rzymskiego (30 listopada). To wydarzenie rozpoczęło proces rekatolicyzacji Anglii, którego następnym etapem był synod biskupów w Westminster, podczas którego 10 lutego 1556 wydano jeden z ważniejszych dokumentów pt. Reformatio Angliæ ex decretiis Reginaldi Poli, Cardinalis, Sedis Apostolicæ Legati. Pole akceptował stosowanie tortur i palenie protestantów na stosach, stąd jego działania wywołały w efekcie skutek odwrotny do zamierzonego.
1 grudnia 1555 Reginald Pole został podniesiony do rangi kardynała prezbitera i otrzymał kościół tytularny Santa Maria in Cosmedin, natomiast 10 dni później mianowano go arcybiskupem Canterbury. 20 marca 1556 przyjął święcenia prezbiteratu, a dwa dni później otrzymał sakrę biskupią. Krótko potem został kanclerzem Uniwersytetów w Oxfordzie i Cambridge. Po wybuchu wojny pomiędzy Pawłem IV a królem Hiszpanii Filipem II papież zawarł sojusz z Francją, natomiast Hiszpania usiłowała wciągnąć w konflikt Anglię. Papież chciał w związku z tym natychmiast odwołać Pole'a z Anglii, czemu jednak sprzeciwiła się królowa Maria I. Kardynał napisał do papieża list, w którym stwierdzał, że jest niezwykle ważne, by w Anglii przebywał legat papieski, więc Paweł powołał na to stanowisko Williama Peto. Powodem, dla którego papież chciał sprowadzić Pole'a do Rzymu, była jednak chęć osądzenia go ws. zarzutów o herezję. Kardynał w odpowiedzi na zarzuty wysłał do papieża swoją pracę pt. Apologi. Nigdy nie udał się do Rzymu. Zmarł 17 listopada 1558, dwanaście godzin po królowej Marii I. Był ostatnim rzymskokatolickim arcybiskupem Canterbury w historii.